# Ana Orantes Ruiz
Ana Orantes Ruiz (Granada, 1937 - Cúllar Vega, 17 de desembre de 1997) va ser una dona espanyola víctima de violència de gènere que va exposar en una entrevista televisiva la violència a la qual havia estat sotmesa per part del seu exmarit. Pocs dies després del seu testimoni a la televisió, va ser assassinada per la seva exparella, la qual cosa va generar gran repercussió i visibilització de la violència masclista a la societat espanyola i, com a conseqüència, la remodelació del Codi Penal.
Orantes va ser la víctima de violència de gènere número 59 de l'any 1997.

## Biografia
Ana Orantes Ruiz va néixer a Granada l'any 1937. Tenia 19 anys quan va conèixer José Parejo Avivar en una celebració. Parejo era un home molt gelós, però a causa del romanç aquest aspecte va quedar en segon lloc per a Orantes. Es van casar tres mesos després de conèixer-se i es van mudar a la casa dels pares d'ell.
Tres mesos després del casament es va produir el primer atac dels molts que va sofrir Orantes durant els 40 anys de matrimoni, en el qual van tenir onze fills. Parejo li va pegar perquè ella "el va molestar" comunicant-li que acabava de tornar a casa. El sogre d'Orantes va reprenre el seu fill colpejant-lo, mentre que la seva sogra, Encarnación Avivar (una dona ja coneguda per ser violenta) mantenia una actitud completament diferent: "La petonegi o la pegui, no és assumpte nostre".

### Anys de maltractament
Orantes va viure quatre dècades sotmesa a un marit que mai l'havia volgut i pel qual no era més que una pertinença, un objecte al seu servei, que li propinava pallisses per qualsevol motiu, com fer el sopar molt calent o massa poc.
No només ella va viure aquesta dissort: els seus fills havien crescut entre maltractaments i abusos, a més de ser testimonis directes de les crueltats del seu pare. Francisco, el menor de tots els germans, va intentar llançar-se per la finestra quan tenia set anys. Ana, la segona, va precipitar les seves noces i es va casar amb 14 anys per deixar de veure el seu pare i evitar que la violés, com havia intentat des que tenia 8 anys. Quan va poder, Ana va auxiliar alguns dels seus germans: es va emportar Charo amb 12 anys i Jesús amb 14. José es va casar amb 17 anys, Alberto amb 18 i Rafael amb 20 (el que més temps va suportar).
Després de denunciar la situació en reiterades ocasions, Orantes va aconseguir que una sentència judicial la separés del seu marit el 1995, encara que la va obligar a seguir convivint amb l'home: ella vivia en el pis de dalt del xalet amb els seus dos fills no emancipats i el seu exmarit al de baix.
Evidentment, com que Orantes s'allotjava al pis superior de l'habitatge i l'agressor romania a la planta baixa, l'assetjament i els maltractaments van continuar. Així van passar dos anys en els quals, segons van manifestar posteriorment els veïns, les agressions, baralles i discussions entre ells havien estat freqüents malgrat les denúncies que la dona interposava contra el seu exmarit.

### Entrevista
Després de divorciar-se del seu marit, Orantes va acudir el dia 4 de desembre de 1997 al programa televisiu de Canal Sur De tarde en tarde, presentat per Irma Soriano, per donar testimoniatge de la seva situació. Allí, acompanyada per la seva filla menor Raquel (asseguda a la graderia dels espectadors), va relatar amb una ferma enteresa, alhora que de manera colpidora, com havien estat els seus quaranta anys en un matrimoni plagat d'humiliacions, calvari i maltractaments.
Va afirmar que Parejo l'agredia amb contínues pallisses, la forçava "borratxo" a mantenir relacions sexuals, la insultava constantment i, que amb el pas dels anys, li havia prohibit visitar la seva família. A més, entre d'altres pertorbadors records, va al·legar la ja comentada violència que el seu exmarit exercia contra els seus propis fills, fins i tot amb intents d'abús sexual cap a algunes de les seves filles, a força de tocaments a les cames. Va presentar una realitat que moltes altres dones sofrien però que no s'atrevien a esmentar.
L'entrevista va ser molt comentada pels veïns i va provocar les ires del seu exmarit. Segons diversos testimonis que van declarar davant la Guàrdia Civil, ell va prometre venjar-se'n.
Més tard, veïns de la localitat granadina van assegurar que la víctima temia per la seva vida en els últims dies després d'haver aparegut en televisió, i que fins i tot havia comentat a la peixatera "em menjaré les gambes aquest Nadal si és que segueixo amb vida".

### Assassinat
El dimecres 17 de desembre de 1997 cap a les 14:00h, catorze dies després de l'emissió d'aquesta entrevista televisiva, José Parejo va dur a terme la seva venjança pel que ell considerava "un acte de rebel·lia" i un afront de la seva exdona.
Després de donar-li tal pallissa que la va deixar inconscient, la va lligar a una cadira al pati del domicili familiar (al carrer Serval de Cúllar Vega), la va ruixar amb gasolina i la va cremar viva davant d'un dels seus fills menors, de 14 anys, que tornava del col·legi en aquell moment i que va ser qui va alertar els veïns, que van trucar a la policia.
Quan la Guàrdia Civil va arribar i va apagar el foc, ja no van poder fer res per a ella. Ana Orantes tenia 60 anys. El dia del funeral, centenars de granadins van abrigallar el fèretre d'Orantes amb grans aplaudiments i llàgrimes.
La Guàrdia Civil va engegar un dispositiu per detenir a l'assassí, que s'havia fugat. Dues hores i mitja després, es va lliurar als agents i va ser traslladat a la caserna.
Va ser sentenciat a 17 anys de presó. Set anys després del crim, el 17 de novembre del 2004, José Parejo va morir a l'Hospital Ruiz de Alda de Granada després d'un infart al miocardi sofert a la presó.

## Memòries
Al municipi de Cúllar Vega s'hi va erigir un monument en forma de monòlit en record d'Ana Orantes i Encarnación Rubio, víctimes mortals de la violència masclista. Cada any, el 25 de novembre, se celebra al costat d'aquest monòlit l'acte institucional municipal del Dia Internacional Contra la Violència envers les dones, amb lectura del manifest aprovat pel ple consistorial i la intervenció d'associacions i els diferents sectors de la comunitat educativa de Cúllar Vega.
La periodista i feminista Nuria Varela va publicar el 2012 un llibre titulat La voz ignorada. Ana Orantes y el fin de la impunidad amb el desig d'«homenatjar una dona que va perdre la vida per la veritat i que, gràcies a la seva valentia, va aconseguir sacsejar la consciència d'un país, modificar-ne les lleis, trencar el silenci i introduir al debat públic i a l'agenda política el que fins llavors era una qüestió circumscrita a l'àmbit privat».